# ウィリアム・グレゴリー・リー
ウィリアム・グレゴリー・リー（William Gregory Lee、1973年1月24日 - ）は、アメリカ合衆国の俳優。

## 出演作品
- ＮＣＩＳ：ＬＡ　～極秘潜入捜査班 シーズン3
- ビッチ・スラップ　危険な天使たち
- 黙示録2009 隕石群襲来
- ＣＳＩ：ニューヨーク3
- ラスベガス シーズン3
- ＮＣＩＳ　～ネイビー犯罪捜査班 シーズン3
- ザ・ヴァイキング
- ダーク・エンジェルII
- ダーク・エンジェル（ザック）